# キャンティ

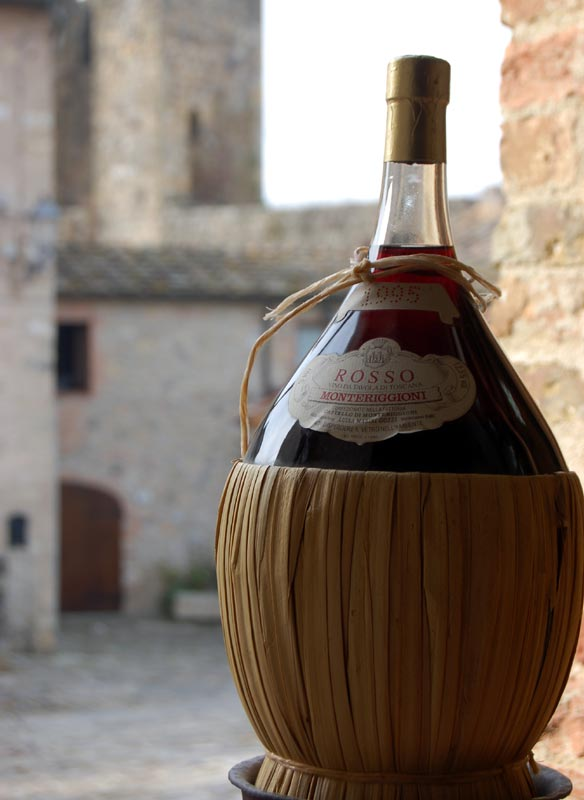
キャンティ

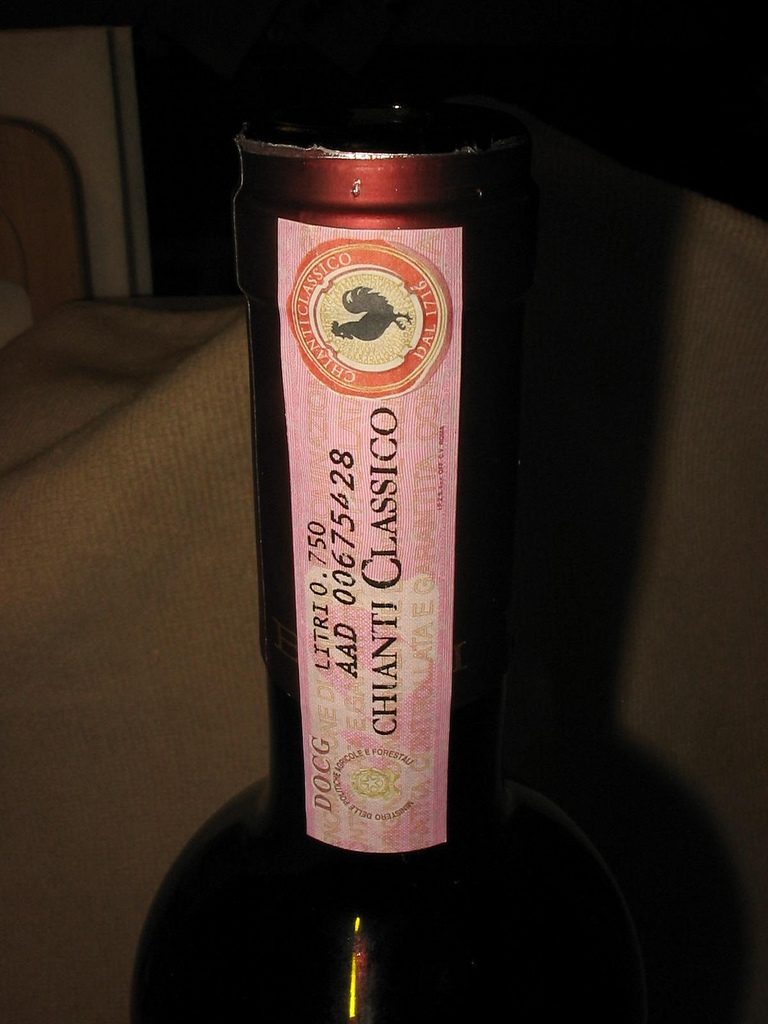
「黒い鶏」のエンブレム

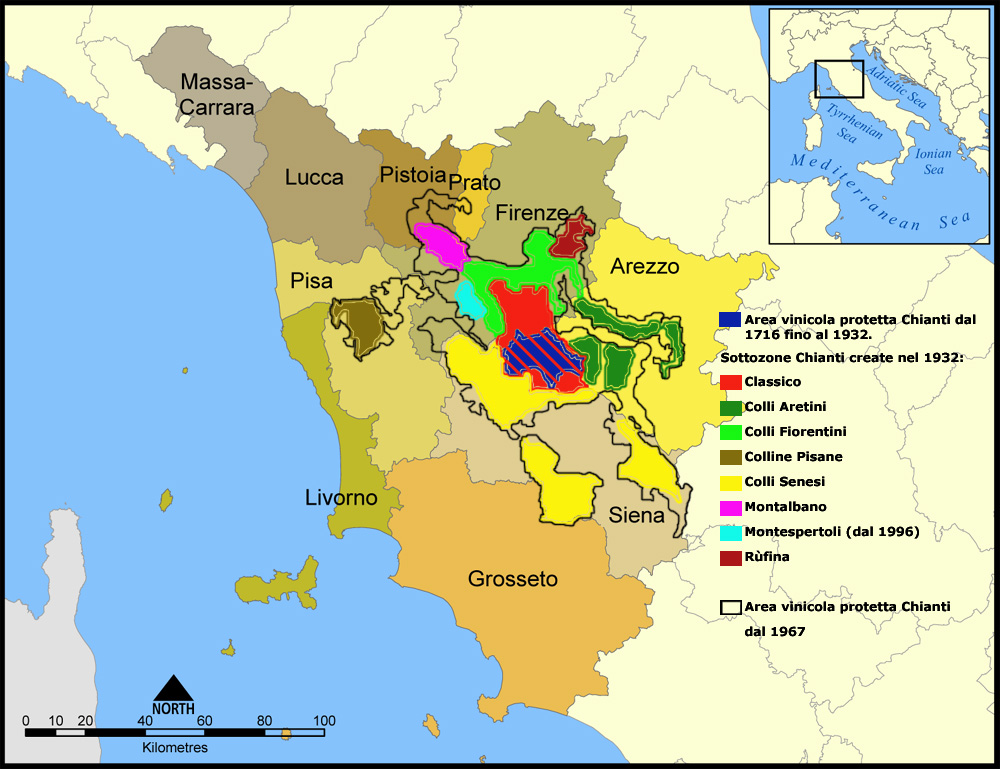
太い黒枠内がキャンティの生産地域として保護されている

キャンティ（Chianti）は、イタリア・トスカーナ州のキャンティ地方で生産されるワイン。
ブドウ品種はサンジョヴェーゼを75-100%と主体にして、カナイオーロ・ネーロやマルヴァジーア、トレッビアーノを混醸することが可能である。伝統的な藁苞の瓶も有名であるが、今では少数派となっている。
DOCGの認定を受けており、伝統的にキャンティワインを作りつづけてきた地域は、黒い鶏の紋章を付けたキャンティ・クラシコという名で区別する。こちらは1996年に別のDOCGとして認定されている。